# Girifalco
Girifalco – miejscowość i gmina we Włoszech, w regionie Kalabria, w prowincji Catanzaro. Według danych z 31 grudnia 2016 gminę zamieszkiwało 5905 osób.